# Ballet national du Canada

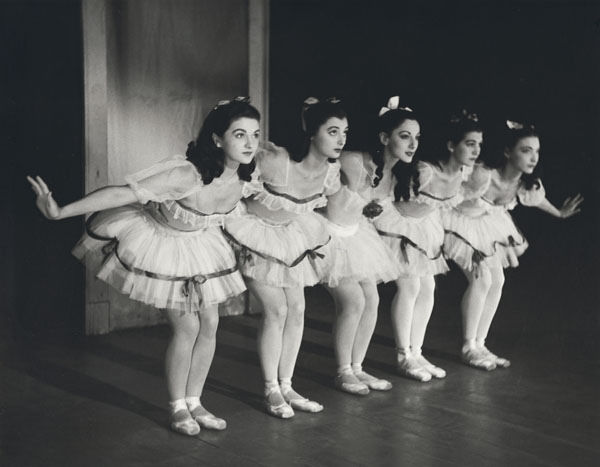
Ballet national du Canada, Coppelia acte III, Toronto, 1952.

Le Ballet national du Canada (National Ballet of Canada) est l'une des plus grandes troupes de ballet du Canada. Fondée par Celia Franca en 1951, elle est basée à Toronto. S'inspirant largement de l'enseignement du Royal Ballet de Londres, cette troupe devient très vite l'une des plus grandes compagnies professionnelles du Canada.

## Directeurs
- 1951-1975 : Celia Franca
- 1976-1983 : Alexander Grant
- 1983-1986 : Erik Bruhn
- 1986-1989 : Celia Franca
- 1989-1996 : Reid Anderson
- 1996-2005 : James Kudelka
- 2005- : Karen Kain